# Граберје Иванићко
Граберје Иванићко је насељено место у саставу Града Иванић-Града, у Загребачкој жупанији, Република Хрватска.

## Становништво
На попису становништва 2011. године, Граберје Иванићко је имало 664 становника.

## Попис1991.
На попису становништва 1991. године, насељено место Граберје Иванићко је имало 606 становника, следећег националног састава:
| Попис 1991.‍  | Попис 1991.‍  | Попис 1991.‍ | Попис 1991.‍ | Попис 1991.‍ |
| ------------ | ------------ | ----------- | ----------- | ----------- |
|              |              |             |             |             |
| Хрвати       | Хрвати       |             | 531         | 87,62%      |
| Срби         | Срби         |             | 25          | 4,12%       |
| Југословени  | Југословени  |             | 12          | 1,98%       |
| Мађари       | Мађари       |             | 2           | 0,33%       |
| Муслимани    | Муслимани    |             | 2           | 0,33%       |
| Словаци      | Словаци      |             | 2           | 0,33%       |
| Немци        | Немци        |             | 1           | 0,16%       |
| Црногорци    | Црногорци    |             | 1           | 0,16%       |
| неопредељени | неопредељени |             | 23          | 3,79%       |
| непознато    | непознато    |             | 7           | 1,15%       |
| укупно: 606  |              |             |             |             |